# Victor Douceré
Isidore-Marie-Victor Douceré SM (ur. 3 kwietnia 1857 w Évran, zm. 12 maja 1939 w Port Vila) – francuski duchowny rzymskokatolicki, marysta, misjonarz, pisarz, prefekt i wikariusz apostolski Nowych Hebrydów.

## Biografia
Isidore-Marie-Victor Douceré urodził się 3 kwietnia 1857 w Évran we Francji. W 1881 otrzymał święcenia prezbiteriatu i został kapłanem Towarzystwa Maryi (marystów).
9 lutego 1901 papież Leon XIII utworzył prefekturę apostolską Nowych Hebrydów i jej pierwszym prefektem apostolskim mianował ks. Douceré SM. 26 marca 1904 papież Pius X podniósł prefekturę apostolską Nowych Hebrydów do rangi wikariatu apostolskiego. Tym samym ks. Douceré, jako wikariusz apostolski, został mianowany biskupem tytularnym Terenuthisu. 10 lipca 1904 przyjął sakrę biskupią z rąk wikariusza apostolskiego Nowej Kaledonii Alphonsa-Hilariona Fraysse'a SM.
Pisał książki o tematyce Nowych Hebrydów w dziedzinach etnologii, historii Kościoła i lingwistyki oraz wydany pośmiertnie dziennik. W 1935 otrzymał Prix Juteau-Duvigneaux - nagrodę literacką Akademii Francuskiej. Zmarł 12 maja 1939.